# Эскадренные миноносцы проекта 956-ЭМ
Эскадренные миноносцы проекта 956ЭМ (ЭМ — экспортный, модернизированный) — тип эскадренных миноносцев третьего поколения, глубокая модернизация эскадренных миноносцев проекта 956. Эскадренные миноносцы проекта 956Э были построены на судостроительном заводе «Северная верфь» по заказу Военно-морских сил Народной Освободительной Армии Китайской Народной Республики.
Разработка проекта была начата в 2001 году в Северном ПКБ; ею руководил главный конструктор В. П. Мишин. Общая сумма контракта на строительство двух кораблей проекта составила, по разным оценкам, от 1 до 1,4 млрд долларов.

## Представители
| Название  | Заложен        | Спуск на воду  | Государственные испытания | Дата подписания приёмного акта | Статус             |
| --------- | -------------- | -------------- | ------------------------- | ------------------------------ | ------------------ |
| «Тайчжоу» | июнь 2002      | 27 апреля 2004 |                           | декабрь 2005                   | В составе ВМС НОАК |
| «Нинбо»   | 15 ноября 2002 | 23 июля 2004   |                           | 28 сентября 2006               | В составе ВМС НОАК |

## Краткие характеристики
Водоизмещение: 7000 т (стандартное), 8480 т (полное).
Длина: 155 м (по КВЛ), 167 м (наибольшая).
Ширина: 16,8 м (по КВЛ); 17,2 м (наибольшая).
Скорость: 18,4 узла экономическая; 32 узла (полная); 33,4 узла максимальная.
Артиллерия: 1 х 2 АУ АК-130/54 (боекомплект — 1000 выстрелов)
Зенитная артиллерия: 2 ЗРАК «Каштан» (боекомплект — 64 ЗУР, 1500 30-мм выстрелов)
Противокорабельное вооружение: 2 х 4 ПУ ПКР П-270 «Москит»-ЭМ
Зенитное ракетное вооружение: 2 х 1 ЗРК «Штиль»-ЭМ (48 ракет)
Минно-торпедное вооружение: 2 х 2 ТА калибра 533 мм (4 торпеды СЭТ-65)
Противолодочное вооружение: 2 х 6 РБУ-1000
Авиационное вооружение: 1 вертолёт Ка-28
Радиолокационное вооружение: РЛС обнаружения «Фрегат-М2ЭМ»; Навигационные РЛС: 1 МР-212/201-1, 2 МР-212/201-3; РЛС управления огнём «Минерал-Э».
Радиоэлектронное вооружение: ГАС: МГК-335; Станции РЭБ: МП-401Э, МП-407Э.